# Ја сам Френки
Ја сам Френки (енгл. I Am Frankie) америчка је телевизијскја драма направљена од стране Маршеле Ћитерио, премијерно је приказана на каналу Никелодион 11. септембра 2017. године. Серија обухвата две сезоне са укупно 40 епизода. Комерцијално је успешна, јер је свака епизода у просеку гледана од стране 0,80 до 1,25 милиона гледаоца. Серија је адаптација колумбијске теленовеле Yo soy Franky из 2015. године. Главне улоге у серији добили су: Алекс Хук, Никол Ализе Нелсон, Карсон Роуланд, Кејсон Фејсер, Томи Роуз и Мохана Крисана.
Серија почиње бекством научнице Сигурни Гејнс из ЕГГ-а, компаније за коју је до тог дана радила, како би спасила тинејџерку андроида по имену Френки, коју је ЕГГ хтео да прода ВОРП-и, компанији која жели да покрене револуцију андроида против људи. Сигурни и њена породица се селе, тако да Френки започиње нови живот у ком се прилагођава људима. Уписује се у школу у којој се спријатељује са тинејџерком Дејтон Рејас и заљубљује се у њеног берата Кола Рејасе, али и стиче и ривалку, Тами Гилрој. Касније кроз серију, у школу долазе два нова андроида, Ендру ла Пјер и Симон.
У Србији, Црној Гори, Републици Српској и Македонији серија је премијерно приказана 1. октобра 2018. године на каналу Никелодион, синхронизована на српски језик. Синхронизацију је радио студио Голд диги нет. Уводна шпица није синхронизована. Српска синхронизација нема DVD издања.

## Епизоде
| Сезона | Сезона | Епизоде | Премијерно приказивање (САД) | Премијерно приказивање (САД) | Премијерно приказивање (Србија) | Премијерно приказивање (Србија) |
| Сезона | Сезона | Епизоде | Прва епизода                 | Последња епизода             | Прва епизода                    | Последња епизода                |
| ------ | ------ | ------- | ---------------------------- | ---------------------------- | ------------------------------- | ------------------------------- |
|        | 1      | 19      | 11. септембар 2017.          | 6. октобар 2017.             | 1. октобар 2018.                | 26. октобар 2018.               |
|        | 2      | 21      | 11. август 2018.             | 4. октобар 2018.             | 29. октобар 2018.               | 27. новембар 2018.              |

## Радња

### Прва сезона
Госпођа Гејнс је научница који ради за компанију ЕГГ (Електронска Гига Генетика), која је развила тинејџерку андроида по имену Френки. Када шеф ЕГГ-а, Господин Кингстон, планира да користи Френки за војну компанију ВОРПА (Владина Организација Развојних Пројеката Андроида), Госпођа Гејнс напушта посао, шверцује Френки из ЕГГ-а и сели своју породицу далеко од ЕГГ-а што је пре могуће, како би Френки могла живети нормалан живот. Док се Френки прилагођава нормалном животу као средњошколка, она се спријатељује са девојком по имену Дејтон, али добија и супарницу по имену Тами. Док она и њена породица покушавају да држе њену тајну сигурном тако да је ЕГГ не нађе, Господин Кингстон је одлучан да учини све што је потребно како би пронашао Френки. Господин Кингстон не зна да није једини који покушава да пронађе Френки.

### Друга сезона
Након што је ВОРПА ухватила Ендруа, Френки, Дејтон и Кол крећу спасилачку мисију. Касније се прикључује и доктор Питерс. За то време Ендру упознаје још једног андроида по имену Симон. Заједно смишљају план о бекству. Након сто су случајно одредили исти дан, Френки и Ендру се срећу у Ромбу и заједничким снагама успевају да побегну. Недуго касније Сигурнин сан се остварује. Сигурни путује у свемир. Тада оставља Френки у рукама Синтије Мандал, своје старе пријатељице. Али изгледа да се иза Синтије крије нешто злокобније...

## Улоге
| Име лика           | Глумац/ица         | Српски глас                    |
| ------------------ | ------------------ | ------------------------------ |
| Френки Гејнс       | Алекс Хук          | Анђела Џаферовић               |
| Дејтон Рејес       | Никол Ализе Нелсон | Лена Стаменковић Данина Јефтић |
| Кол Рејес          | Карсон Роуланд     | Огњен Мићовић                  |
| Ендру Ла Пјер      | Кејсон Фејсер      | Милан Антонић                  |
| Симон              | Томи Роуз          | Ивона Рамбосек                 |
| Тами Гилрој        | Мохана Крисана     | Марија Огњеновић               |
| Лусија Бакстер     | Аријел Белдиско    | Анастасија Видаковић           |
| Макајла            | Кристи Бекет       | Ивана Тењовић                  |
| Џени Гејнс         | Софија Форест      | Дарија Врачевић                |
| Сигурни Гејнс      | Кари Шредер        | Марија Видаковић               |
| Вил Гејнс          | Мајкл Лаурино      | Марко Марковић                 |
| Џејмс Питерс       | Тод Ален Дуркин    | Томаш Сарић                    |
| Синтија Мандал     | Џејме Лејк         | Ана Мандић                     |
| Гдин. Кингстон     | Џејмс Балард       | Бранислав Јевтић               |
| Зејн Маркосијан    | Захари Вилијамс    | Данило Миловановић             |
| Рејчл              | Амина Алзоума      | Наташа Поповић                 |
| Бајрон Патрик      | Армани Барет       | Матеја Вукашиновић             |
| Бето               | Ештон Хиткоут      | непознато                      |
| ПЕГСИ              | Марк Џејкобсон     | Лако Николић                   |
| Роби               | Џејси Мроз         | Немања Живковић                |
| Гђа. Хоф           | Џои Кигин          | Јелена Ђорђевић Поповић        |
| ВОРП-ин техничар 1 | Џ. Скот Бравнинг   | Бојан Хлишћ                    |
| ВОРП-ин техничар 2 | Трејси Вију        | Михаела Стаменковић            |
| ЕГГ-ов инжињер 1   | Теј Линдсеј        | Предраг Дамњановић             |
| ЕГГ-ов инжињер 2   | Трејси Џонсон      | непознато                      |

## Рејтинзи
| Сезона | Епизоде | Прва епизода        | Прва епизода       | Последња епизода | Последња епизода   | Прос. гледаоца (милиони) |
| Сезона | Епизоде | Датум               | Гледаоци (милиони) | Датум            | Гледаоци (милиони) | Прос. гледаоца (милиони) |
| ------ | ------- | ------------------- | ------------------ | ---------------- | ------------------ | ------------------------ |
| 1      | 19      | 11. септембар 2017. | 1.47               | 6. октобар 2017. | 1.13               | 1.24                     |
| 2      | 21      | 11. август 2018.    | 0.90               | 4. октобар 2018. | 0.74               | 0.78                     |